# Confederazione della Polonia Indipendente
La Confederazione della Polonia Indipendente (in polacco: Konfederacja Polski Niepodległej - KPN) è stato un partito politico polacco di orientamento nazionalista fondato nel 1979 da Leszek Moczulski; si richiamava alla Sanacja e alla figura di Józef Piłsudski, artefice del regime autoritario protrattosi dal 1926 al 1935.
Si dissolse nel 2003, ricostituendosi nel 2007 e restando operativo fino al 2018.

## Risultati elettorali
| Elezione          | Elezione | Voti    | %       | Seggi    |
| ----------------- | -------- | ------- | ------- | -------- |
| Parlamentari 1991 | Sejm     | 841.738 | 7,50    | 46 / 460 |
| Parlamentari 1993 | Sejm     | 795.487 | 5,77    | 22 / 460 |
| Parlamentari 1997 | Sejm     | In AWS  | In AWS  | 0 / 460  |
| Parlamentari 2001 | Sejm     | In AWSP | In AWSP | 0 / 460  |